# Pyrrhalta sulcatipennis
Pyrrhalta sulcatipennis is een keversoort uit de familie bladkevers (Chrysomelidae). De wetenschappelijke naam van de soort werd in 1942 gepubliceerd door Chen.